# Živa zajednica
Živa zajednica (njem. Lebendige Gemeinde) mjesečni je dvojezični list hrvatskih katoličkih zajednica u Njemačkoj. Izdaje ga Hrvatski dušobrižnički ured u Njemačkoj.
Prvi je broj objavljen u rujnu 1978. List je u početku bio biltenskog karaktera, ali je vremenom osim vjersko-crkvenih počeo obuhvaćati i općedruštvene teme, posebno one vezanu uz život Hrvata u Njemačkoj, prateći život i djelovanje hrvatskih katoličkih misija i njihovih članova. Izdaje se u Frankfurtu na Majni.
U sklopu proslave 40. obljetnice izlaska prvog broja, pokrenuto je i izdanje časopisa na međumrežju, u obliku mrežnog portala.
Časopis ima važnu ulogu u očuvanju identiteta Njemačkih Hrvata, kulture i hrvatskog jezika, kao i u komunikaciji s matičnom domovinom i hrvatskim iseljeništvom u svijetu.
Od 2015. list umjesto deset izlazi sedam puta godišnje.

## Glavni urednici
- fra Bernard Dukić (1978. – 1979.)
- fra Ignacije Vugdelija (1979. – 1991.)
- don Ante Živko Kustić (1991. – 1993.)
- fra Anto Batinić (1994. – 2002.)
- dr. sc. Adolf Polegubić (2002. do danas)

Izvor: Hrvatski dušobrižnički ured u Njemačkoj

## Vanjske poveznice
Mrežna mjesta
- Živa zajednica, službeno mrežno mjesto
- digitalizirana arhiva